# Edith Forne
Edith Forne, död efter 1129, var en engelsk mätress.
Hon blev uppmärksammad för det förhållande hon hade med kung Henrik I av England. 
Hon fick tre barn med kungen under 1090-talet. Hon gifte sig 1120 med  Robert D'Oyly den yngre.